# Сутон (филм)
Сутон је југословенски филм из 1982. Режирао га је Горан Паскаљевић, који је написао и сценарио.
Југословенска кинотека у сарадњи са А1 и Центар филмом је дигитално обновила овај филм.
Свечана премијера дигитализоване копије jе премијерно приказана 11. априла 2024 године.

## Радња
Марко Секуловић двадесет година провео је живећи и радећи у Америци.
Након пензионисања се вратио у домовину и сада у Истри као остарели удовац брине о двоје унучади, Ивану и Ани.
Они зрело и одговорно помажу деди у управљању имањем, док су њихови родитељи на раду у Немачкој. Чини се да су се тамо у међувремену развели, а отац се не намерава вратити што је вест коју деда жели да прећути.

## Улоге
| Глумац            | Улога           |
| ----------------- | --------------- |
| Карл Малден       | Марко Секуловић |
| Џоди Тилен        | Лана            |
| Демијен Неш       | Иван            |
| Миа Рот           | Ана             |
| Павле Вуисић      | Пашко           |
| Столе Аранђеловић | Матан           |
| Милан Срдоч       | Карло           |
| Петар Божовић     | Роки            |
| Драган Максимовић | Тони            |
| Бора Тодоровић    | Никола          |
| Давор Антолић     | Возач           |